# Krog na vodi
Krog na vodi je drugi studijski album slovenskega kitarista Bojana Drobeža. Izdan je bil leta 1986 pri PGP RTB.

## Seznam pesmi
Vse pesmi je napisal Bojan Drobež.
Stran ena
| Št. | Naslov               | Dolžina |
| --- | -------------------- | ------- |
| 1.  | „Jutri ob enajstih‟  | 3:46    |
| 2.  | „Daleč od mesta‟     | 2:26    |
| 3.  | „Z drugimi besedami‟ | 2:11    |
| 4.  | „Krog na vodi‟       | 4:43    |
| 5.  | „Junij‟              | 2:49    |
| 6.  | „Misel in vrč‟       | 3:20    |

Stran dve
| Št. | Naslov              | Dolžina |
| --- | ------------------- | ------- |
| 1.  | „Razgovor na ulici‟ | 1:48    |
| 2.  | „Maske pojejo‟      | 2:14    |
| 3.  | „V vrsti‟           | 3:18    |
| 4.  | „Proti izhodu‟      | 2:55    |
| 5.  | „Risba‟             | 3:01    |
| 6.  | „Igra‟              | 2:13    |

## Zasedba
- Bojan Drobež — kitara
- Matevž Smerkol — bas kitara
- Edi Štefančič — kitara
- Andrej Strmecki — tolkala
- Lado Jakša — sintesajzer, flavta, fotografija
- Neven Smolčič — snemanje, produkcija